# Ceratophyllidae
Ceratophyllidae – rodzina owadów należących do rzędu pcheł.
Należą tutaj następujące podrodziny:
- Podrodzina Ceratophyllinae Dampf, 1908[2]
- Podrodzina Dactylopsyllinae Jordan, 1929[2]